# Peter Volo
Peter Volo, född 1911 i Nicholasville i Kentucky, död 7 november 1936 på Walnut Hall Farm i Lexington i Kentucky, var en amerikansk standardhäst. Han är ansedd som en viktig avelshingst inom utvecklingen av den amerikanska standardhästen.

## Historia
Peter Volo föddes 1911 på G. L. Knight Farm i Nicholasville i Kentucky, efter Peter The Great och undan Nervolo Belle. Patchen Wilkes Farm köpte honom redan som föl och ägde honom under hela sin tävlingskarriär. Redan som ettåring var Peter Volo överlägsen, något som fortsatte ända till han var fyra år. Som tvååring slog han världsrekord med tiden 2:04 2/5 (1.17,3). Peter Volo segrade i varje lopp han startade i, och hans största seger togs i 1914 års upplaga av Kentucky Futurity.
Peter Volos sista lopp blev ett matchlopp 1915 mot Lee Axworthy, där han för första gången blev slagen. Efter matchloppet avslutades hans tävlingskarriär, och han var därefter verksam som avelshingst. 1920 köptes Peter Volo av Walnut Hall Farm för 50 000 dollar, för att verka som avelshingst. Han fick bland annat avkomman Volomite, som även han blev en ledande avelshingst.
Peter Volo avled den 7 november 1936, 25 år gammal, på Walnut Hall Farm i Lexington i Kentucky.